# Traveinsbeek
De Traveinsbeek is een beek in de Zwalmvallei in de Vlaamse Ardennen in de Belgische stad Zottegem. De beek ontspringt in Sint-Maria-Oudenhove en stroomt zo (als grens tussen Erwetegem en Sint-Goriks-Oudenhove) verder langs natuurgebied de Steenbergse bossen (de beek draagt er ook de naam Erwetegembeek) en loopt (na de samenvloeiing met de Karnemelkbeek) langs De Vlamme richting Strijpen. Op de Traveinsbeek in Strijpen ligt Molen Van den Borre. De Traveinsbeek mondt uit in de Zwalm op de grens tussen Strijpen en Sint-Goriks-Oudenhove nabij Slijpstraat-Kortendries, net stroomopwaarts van de Bostmolen in Roborst (Zwalm). In 2020 werd in natuurgebied Middenloop Zwalm nabij die monding van de Traveinsbeek nieuw bos aangeplant. In de Traveinsbeek leeft rivierdonderpad; in natuurgebied de Steenbergse bossen werd de beek aangepast om een betere habitat te creëren.

## Afbeeldingen

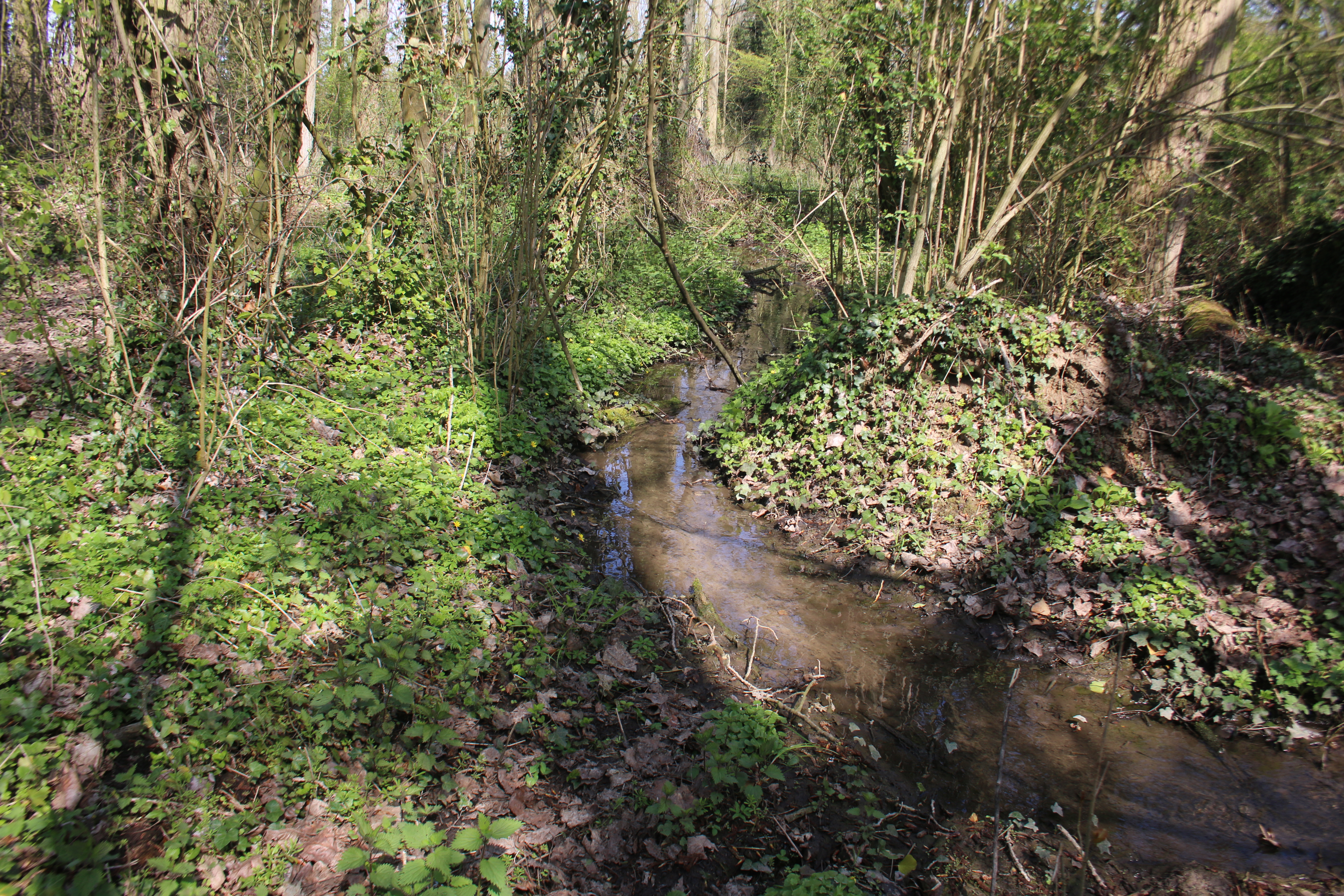
Begin Traveinsbeek in Sint-Maria-Oudenhove
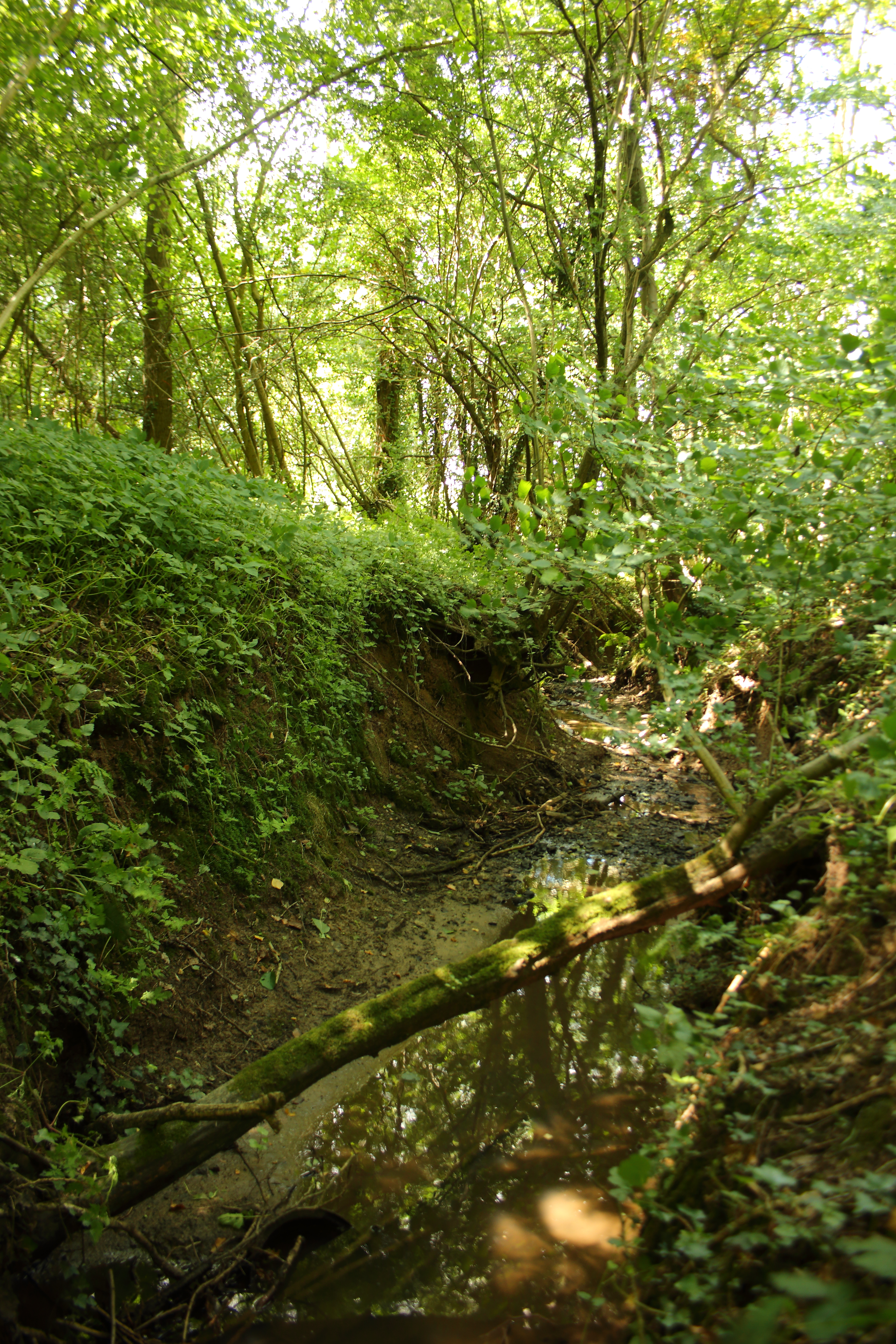
Traveinsbeek in de Steenbergse bossen
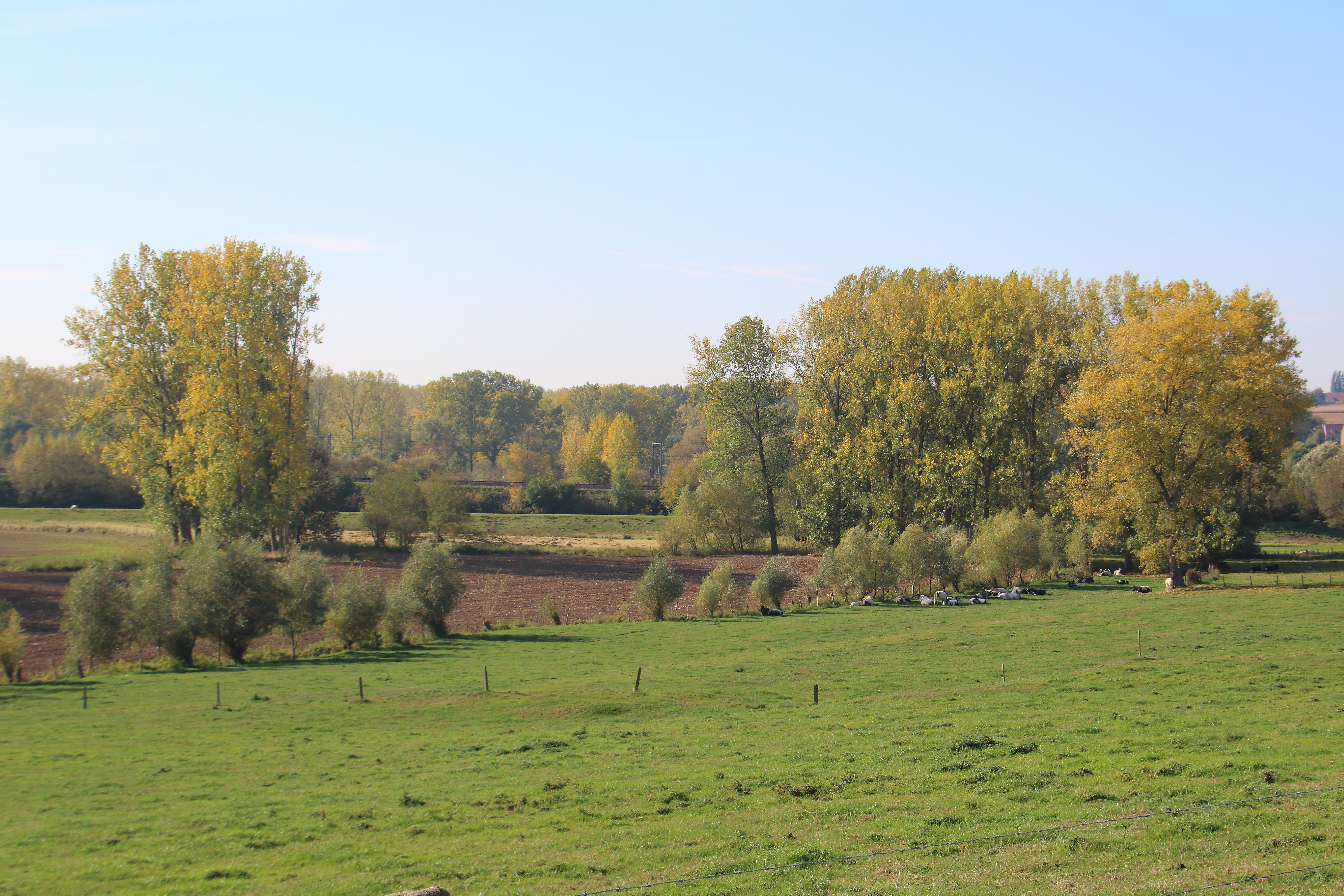
Vallei van de Traveinsbeek in Strijpen
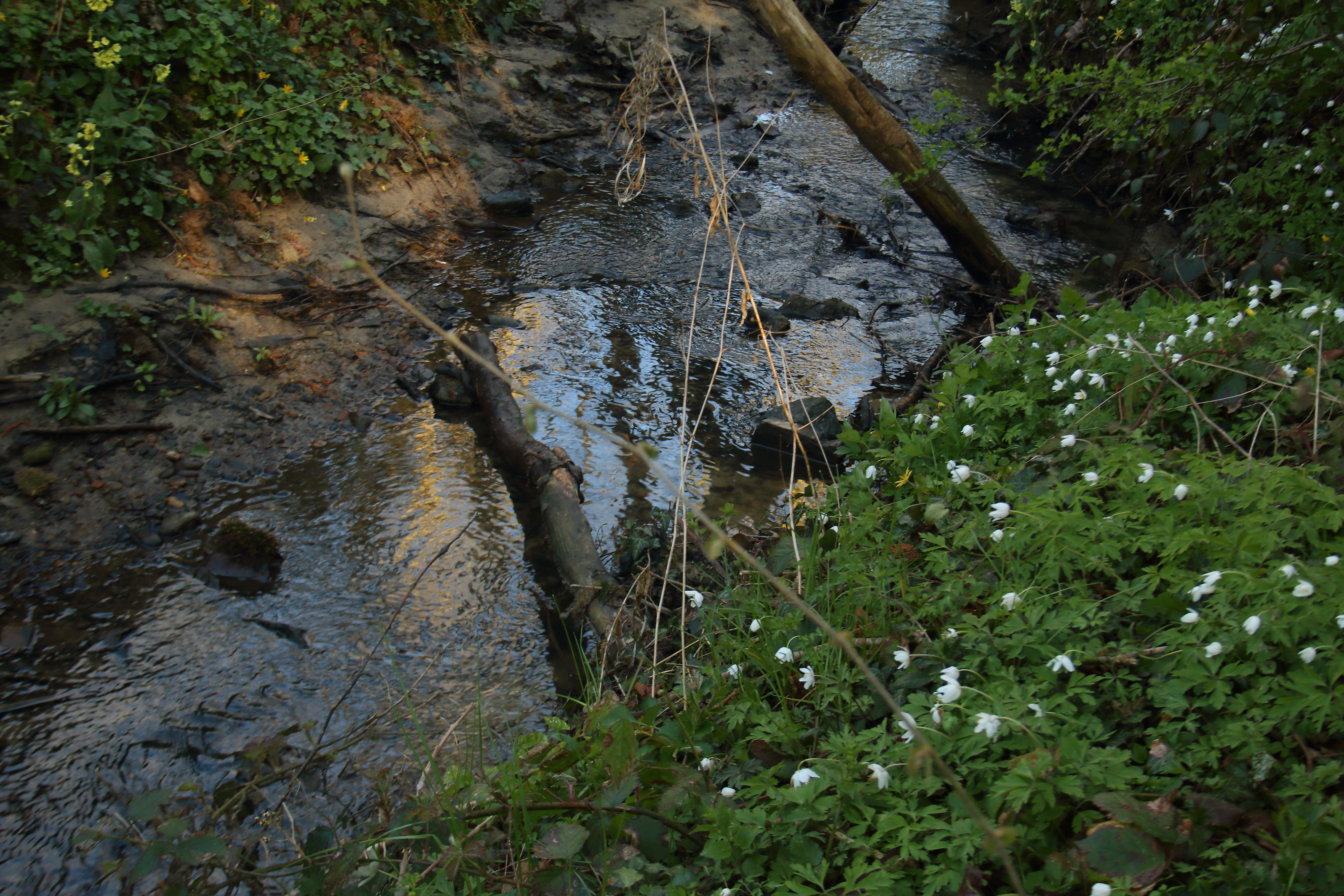
Traveinsbeek in de Steenbergse bossen
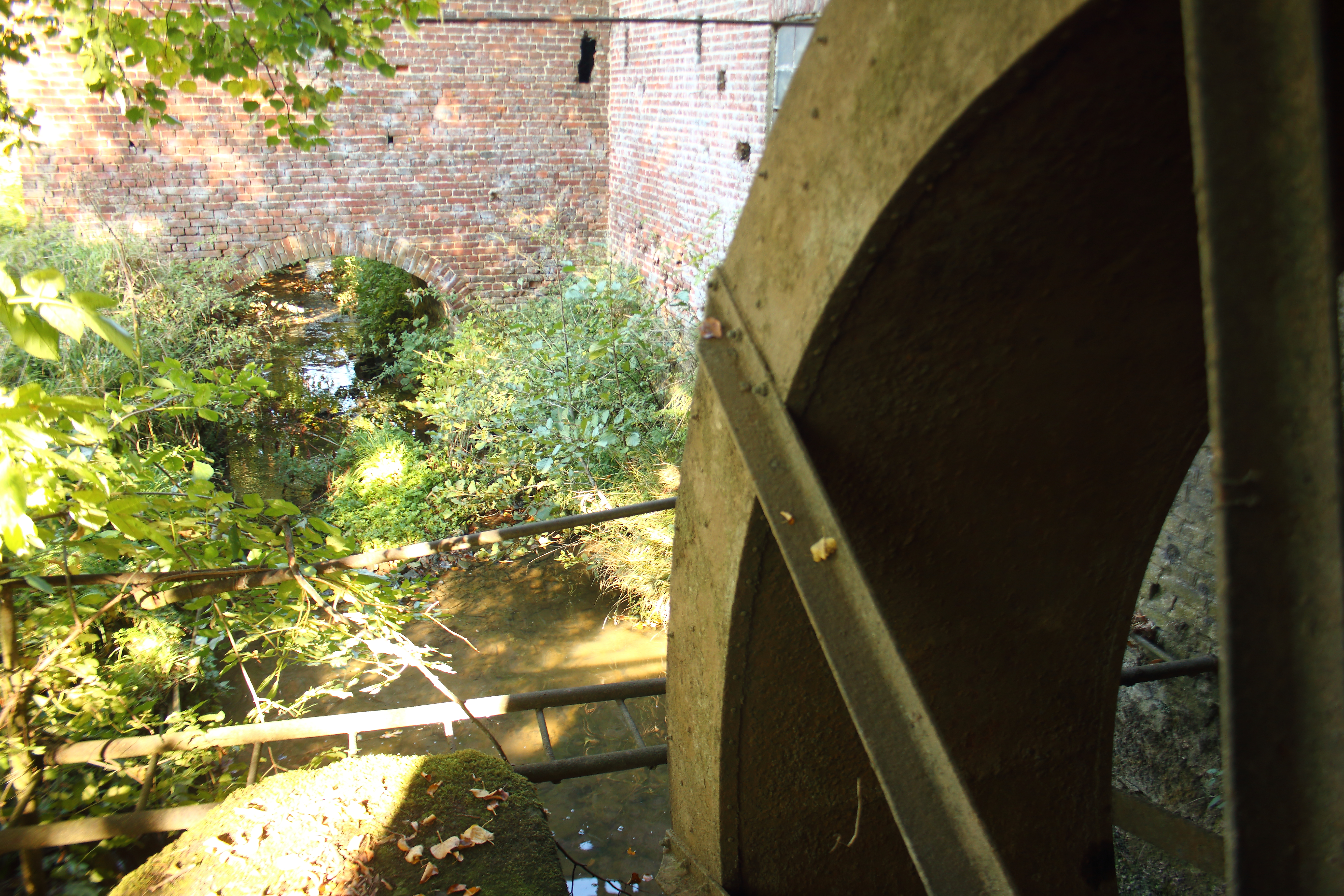
Molen Van den Borre op de Traveinsbeek
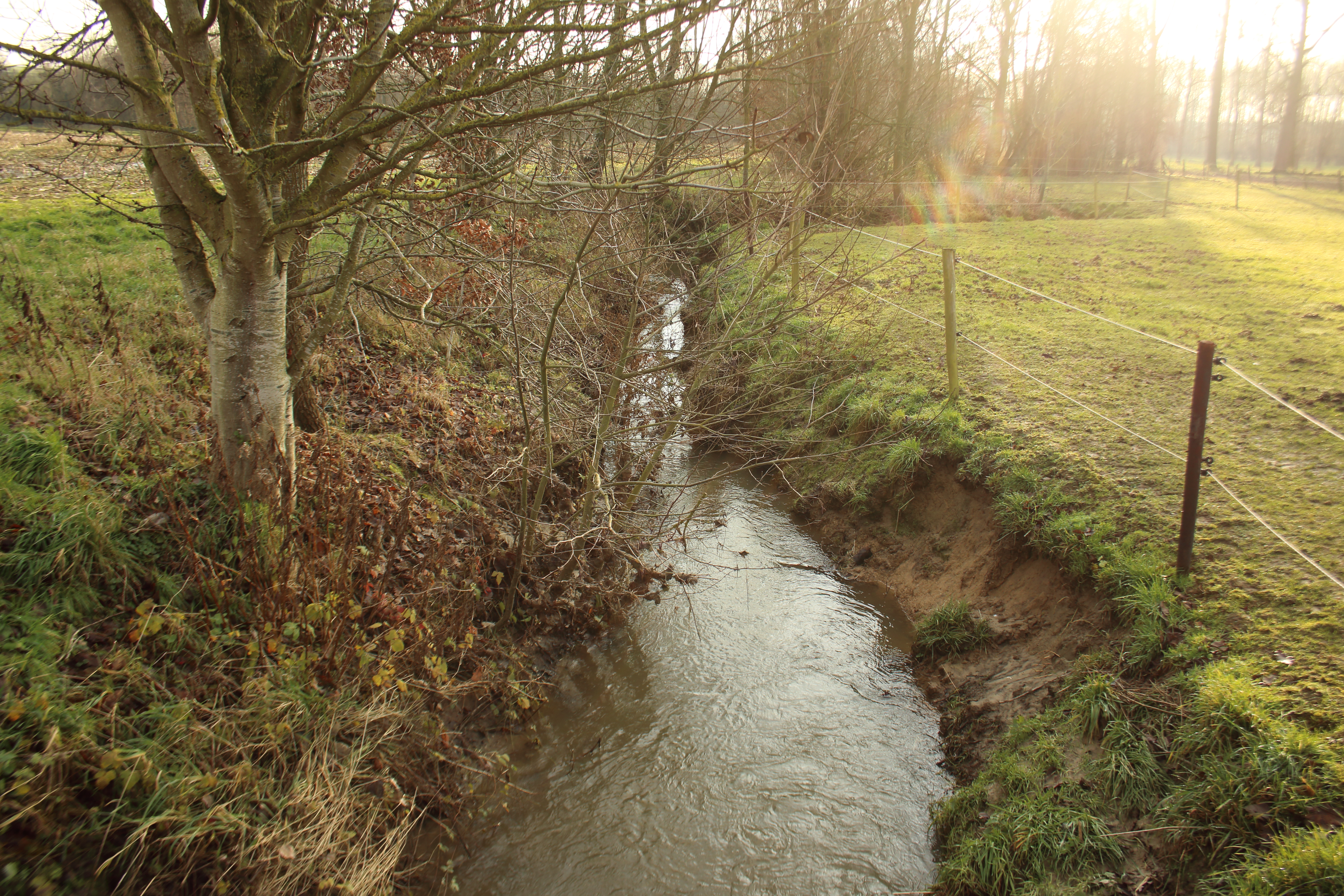
Traveinsbeek net voor de monding in de Zwalm nabij de Bostmolen, Slijpstraat-Kortendries
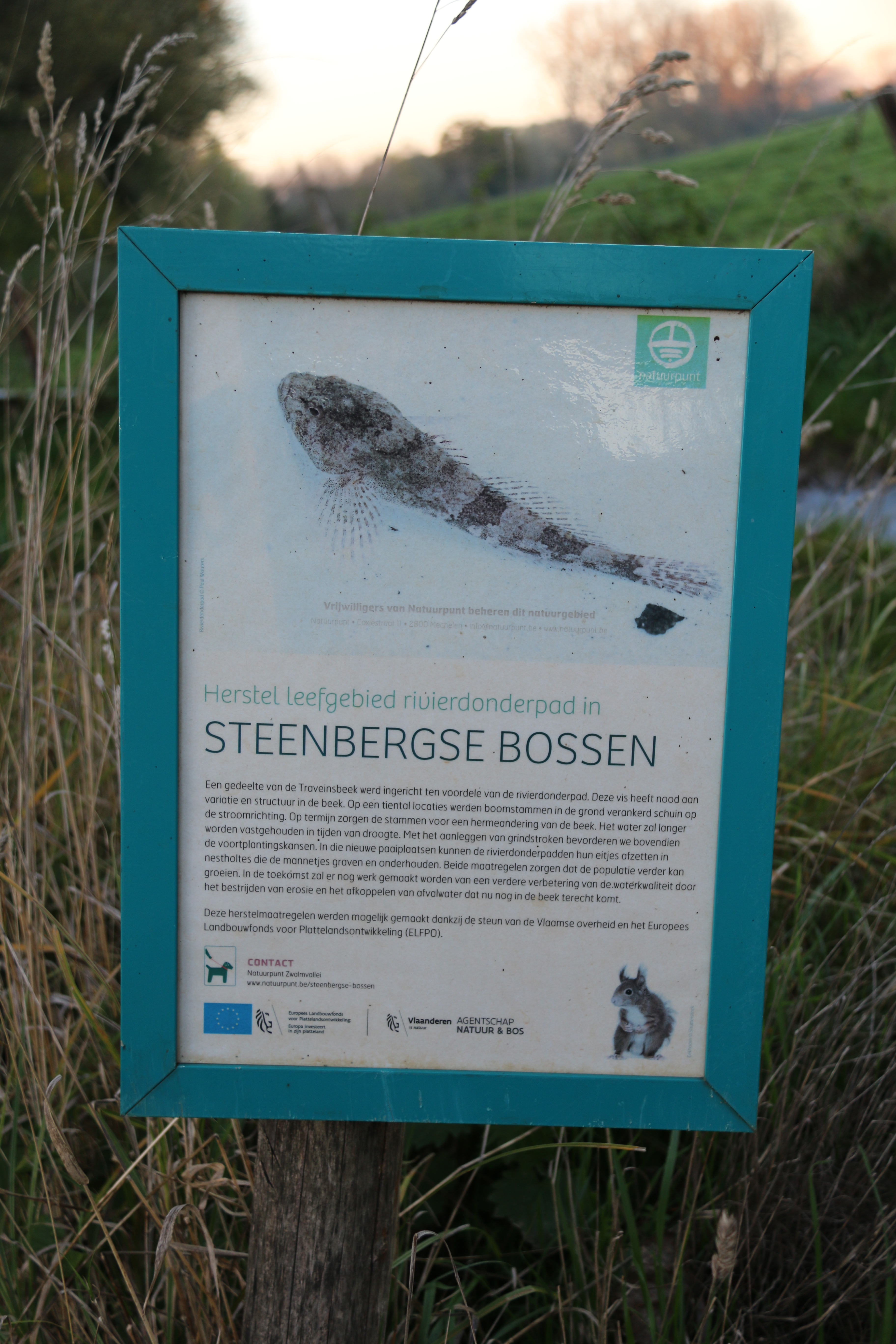
Herstel leefgebied rivierdonderpad